# Милан Митрович
Милан Митрович (серб. Milan Mitrović, нар. 2 липня 1988, Прокуплє) — сербський футболіст, захисник клубу «Раднички» (Крагуєваць).

## Клубна кар'єра
Народився 2 липня 1988 року в місті Прокуплє. Вихованець футбольної школи клубу «Земун». Дорослу футбольну кар'єру розпочав 2007 року в основній команді того ж клубу, взявши участь у 100 матчах чемпіонату. Більшість часу, проведеного у складі «Земуна», був основним гравцем захисту команди. Крім цього у 2007 році недовго на правах оренди грав за «Милутинац Земун» у нижчих сербських дивізіонах.
У 2010 році Милан перейшов у «Рад», де він успішно виступав наступних два з половиною роки. Він також зіграв у чотирьох матчах кваліфікації Ліги Європи та забив два голи в Суперлізі Сербії, проти «Слободи» (Ужице) в серпні 2011 року і проти «Нового Пазару» в листопаді 2012 року.
У грудні 2012 року він відправився в Мінськ, щоб підписати контракт з місцевим «Динамо», але зрештою перехід не був завершений, оскільки керівництво «Динамо» не змогло задовольнити фінансові очікування гравця. Через два тижні Митрович переїхав до Туреччини й підписав контракт на три з половиною роки з клубом «Мерсін Ідманюрду». Він залишався у клубі протягом наступних чотирьох з половиною років, зігравши майже 150 виступів у всіх змаганнях. Влітку 2017 року, після вильоту клубу в третій дивізіон турецького футболу, Митрович став вільним агентом.
29 серпня 2017 року Митрович підписав трирічний контракт з «Партизаном» та отримав 30 номер. Станом на 1 жовтня відіграв за белградську команду 2 матчі в національному чемпіонаті.

## Титули та досягнення
- Володар Кубка Сербії (1):

«Партизан»: 2017/18
- Чемпіон Естонії (1):

«Левадія»: 2021
- Володар Суперкубка Естонії (1):

«Левадія»: 2022